# Callionima ramsdeni
Callionima ramsdeni är en fjärilsart som beskrevs av Clark 1920. Callionima ramsdeni ingår i släktet Callionima och familjen svärmare. Inga underarter finns listade i Catalogue of Life.